# Timeless (álbum de Il Divo)
Timeless  es el octavo álbum de estudio del grupo musical de crossover clásico Il Divo, formado por el cuarteto vocal masculino cuyos miembros son Urs Bühler, Carlos Marín, David Miller y Sébastien Izambard. 
Grabado en Los Ángeles y producido por Alberto Quintero y Steve Mac, se publicará el 17 de agosto de 2018.
Il Divo vuelve con un material único e inigualable con Timeless que reúne las canciones de amor y romance de todos los tiempos. Canciones de todas las épocas que se han reproducido en películas y sorprendentes bandas sonoras románticas desde el 30 hasta canciones de nuestros días como la mítica canción "Smile" basada en un tema instrumental utilizado en la banda sonora de la película de 1936 Charlie Chaplin".
La gira del disco, Timeles Tour dará inicio el 20 de abril en la ciudad de México y terminará, tras ocho meses de gira mundial, pasando por Europa, Asia, Sudáfrica, Australia y Latinoamérica; en Estados Unidos con 40 shows dando un total de 120 anual donde el público disfrutara de los clásicos renovados en la voces magistrales de Il Divo que recorrerán los más importantes escenarios de todo el mundo. Un espectáculo elegante, romántico, dramático y sensual que incluirá elementos como video, bailarines, acrobacias y sobre todo: Voces!

## Créditos y personal
Il Divo
- Carlos Marín – barítono
- Sébastien Izambard – pop
- David Miller – tenor

- Urs Bühler – tenor

Producción
- Alberto Quintero – productor
- Steve Mac – productor

## Contenido
El álbum contiene canciones en Inglés, Español, Francés e Italiano. 

### Sencillos
- «Hola»

## Lista de canciones

### Edición Internacional
| N.º | Título                                         | Escritor(es)                                    | Duración |  |
| 1.  | «Hola»                                         | Adele y Greg Kurstin                            | 4:50     |  |
| 2.  | «All Of Me»                                    | David Tozer y Toby Gad                          | 4:54     |  |
| 3.  | «Angels»                                       | Robbie Williams y Guy Chambers                  | 3:59     |  |
| 4.  | «Aquí Esperándote (Right Here Waiting)»        | Richard Marx y José Feliciano                   | 4:04     |  |
| 5.  | «Toi Et Moi (The Way We Were)»                 | Alan Bergman, Marilyn Bergman y Marvin Hamlisch | 3:54     |  |
| 6.  | «Grazie Amore Mio (Where Do I Begin?)»         | Carl Sigman y Francis Lai                       | 4:08     |  |
| 7.  | «Que Bonito Es Vivir (What a Wonderful World)» | George Douglas y George David Weiss             | 2:31     |  |
| 8.  | «Love Me Tender»                               | Elvis Presley y Vera Matson                     | 3:14     |  |
| 9.  | «Unforgettable»                                | Irving Gordon                                   | 3:23     |  |
| 10. | «Smile»                                        | Geoffrey Parsons, Charlie Chaplin y John Turner | 3:25     |  |